# Ernie Eves
Ernest „Ernie“ Larry Eves (* 17. Juni 1946 in Windsor, Ontario) ist ein kanadischer Politiker, der zwischen 2002 und 2004 Vorsitzender der Progressive Conservative Party of Ontario sowie von 2002 bis 2003 Premierminister von Ontario war.

## Leben

### Rechtsanwalt und Mitglied der Legislativversammlung
Eves stammt aus einer Arbeiterfamilie in Windsor, Ontario. Mütterlicherseits waren seine Vorfahren Ukrainer.
Eves absolvierte nach dem Schulbesuch ein Studium der Rechtswissenschaften an der Osgoode Hall Law School der York University. Nach seiner anwaltlichen Zulassung begann er 1972 eine Tätigkeit als Rechtsanwalt in der Anwaltskanzlei Green and Eves. 
Seine politische Laufbahn begann er bei den Konservativen. Am 19. März 1981 wurde er als Kandidat der Progressive Conservative Party of Ontario (PCP) erstmals zum Mitglied des Parlaments von Ontario gewählt. Dort vertrat er zunächst bis zum 8. Februar 2001 den Wahlkreis Parry Sound, zuletzt seit dem 20. Oktober 1999 den Wahlkreis Parry Sound-Muskoka. Zu Beginn seiner Parlamentszugehörigkeit war er vom 30. April 1981 bis zum 18. April 1983 Vorsitzender des Ständigen Ausschusses für Geschäftsordnung und anderer Standesregeln sowie anschließend zwischen dem 27. April und dem 12. Oktober 1983 Vorsitzender des Ständigen Ausschusses für Justizverwaltung.
Am 12. September 1983 übernahm in der Regierung von Premierminister Bill Davis sein erstes Juniorministeramt und war bis zum 25. Februar 1985 sowohl Parlamentarischer Assistent des Ministers für Colleges und Universitäten als auch Parlamentarischer Assistent des Bildungsministers, ehe er vom 8. Februar bis zum 22. März 1985 als Provinzsekretär für Ressourcenentwicklung amtierte.

### Minister im Kabinett Miller und Oppositionsjahre
Am 22. März 1985 wurde Eves von Premierminister Frank Miller erstmals zum Minister in die Regierung der Provinz Ontario berufen und bekleidete in dieser bis zum 17. Mai 1985 das Amt des Ministers für die Entwicklung von Fähigkeiten. Im Anschluss war er vom 17. Mai bis zum Ende von Millers Amtszeit am 26. Juni 1985 Minister für Gemeinschafts- und Sozialdienste.
Nach der Wahlniederlage der PCP bei den Wahlen vom 2. Mai 1985 fungierte er zwischen dem 11. Juli und dem 6. Dezember 1985 als Vorsitzender des Ständigen Ausschusses für öffentliche Konten und war zugleich vom 19. September 1985 bis zum 7. April 1986 Sprecher der oppositionellen PCP-Fraktion für Gemeinschafts- und Sozialdienste sowie anschließend zwischen dem 7. April 1986 und dem 27. März 1987 Fraktionssprecher für Ressourcenpolitik. 
Während dieser Zeit war Eves zwischen dem 7. April 1986 und dem 31. Juli 1987 auch Erster Parlamentarischer Geschäftsführer der oppositionellen PCP-Fraktion (Chief Opposition Whip) sowie vom 27. März bis zum 31. Juli 1987 Sprecher der Opposition für Colleges und Universitäten sowie für die Entwicklung von Fähigkeiten. Am 8. Oktober 1987 wurde er Kommissar des Ausschusses für Binnenwirtschaft.
Danach fungierte er vom 3. November 1987 bis zum 1. Januar 1990 als Parlamentarischer Geschäftsführer der PCP-Fraktion sowie zeitgleich vom 3. November 1987 bis zum 30. Juli 1990 als gesundheitspolitischer Sprecher seiner Fraktion. Daneben war er vom 1. Januar bis zum 30. Juli 1990 als Führer der drittstärksten Fraktion in der Legislativversammlung.
Nach Wahlen vom 6. September 1990 war Eves zwischen dem 3. Oktober 1990 und dem 28. April 1995 Vorsitzender der PCP-Fraktion in der Legislativversammlung und damit Führer der drittstärksten Partei. Gleichzeitig war er vom 3. Oktober 1990 bis zum 14. April 1993 Sprecher seiner Fraktion für nördliche Entwicklung sowie zeitgleich zwischen dem 3. Oktober 1990 und dem 8. März 1992 Sprecher für Bergbau und auch gesundheitspolitischer Sprecher. Danach war er vom 8. März 1992 bis zum 14. April 1993 Sprecher für intergouvernementale Angelegenheiten sowie anschließend zwischen dem 14. April 1993 und dem 28. April 1995 auch Fraktionssprecher für Verbraucher und Gewerbebeziehungen.

### Minister im Kabinett Harris und vorübergehender Rückzug aus der Politik
Nach dem Wahlsieg der Progressive Conservative Party of Ontario bei den Wahlen zur Legislativversammlung vom 8. Juni 1995 wurde Eves von Premierminister Mike Harris am 26. Juni 1995 zum Vize-Premierminister und Finanzminister in die Provinzregierung Ontarios berufen und bekleidete diese Kabinettsposten bis zum 8. Februar 2001. Gleichzeitig fungierte er zwischen dem 26. Juni 1995 bis zum 16. August 1996 weiterhin als Vorsitzender der PCP-Fraktion und war als solcher Führer der Regierungsmehrheit in der Legislativversammlung. Als langjähriger Finanzminister war er maßgeblich an den beispiellosen Steuer- und Ausgabenkürzungen beteiligt, die die Politik der Regierung Harris prägten. 
Am 8. Februar 2001 trat Eves von seinen Ministerämtern zurück und legte auch sein Mandat in der Legislativversammlung nieder, um in die Privatwirtschaft zu wechseln. Er wurde Vize-Vorstandsvorsitzender der Investmentbank Credit Suisse First Boston sowie Seniorpartner einer Anwaltskanzlei in Toronto.

### Premierminister 2002 bis 2003 und Wahlniederlage 2003
Nach dem Rücktritt von Mike Harris wurde Eves am 23. März 2002 zu dessen Nachfolger als Vorsitzender der Progressive Conservative Party of Ontario gewählt und wurde am 15. April 2002 auch zu dessen Nachfolger als Premierminister gewählt, obwohl er zu dieser Zeit noch nicht wieder Mitglied der Legislativversammlung war. Zugleich übernahm er am 15. April 2002 das Amt des Ministers für intergouvernementale Angelegenheiten. Einer der bedeutendsten Mitglieder seiner Regierung war der Minister für Unternehmen, Chancen und Innovationen, Jim Flaherty, der später im 28. kanadischen Kabinett von Premierminister Stephen Harper war.
Bei einer Nachwahl im Wahlkreis Dufferin—Peel—Wellington—Grey wurde Eves dann wieder zum Mitglied der Legislativversammlung von Ontario gewählt, der er bis zum 1. Februar 2005 angehörte.
Als Premierminister gelang es ihm nicht, die bisherige Wählerklientel auch weiter an die PCP zu binden und auch die Versprechen weiterer Steuerkürzungen, des Verbots von Lehrerstreiks und der Beseitigung der zunehmenden Obdachlosigkeit auf den Straßen Ontarios halfen ihm nicht, die drohende Niederlage bei den Wahlen zur Legislativversammlung am 2. Oktober 2003 abzuwenden. Bei diesen Wahlen verlor die PCP 35 ihrer 59 Mandate und war nur noch mit 24 Abgeordneten im 103-köpfigen Parlament vertreten. Stärkste Kraft und damit Wahlsieger wurde die Ontario Liberal Party (LP), die ihr Ergebnis von 35 auf 72 Mandate mehr als verdoppeln konnte. Drittstärkste Kraft blieb die Ontario New Democratic Party (NDP), die allerdings zwei ihrer neun Sitze verlor und jetzt nur noch mit sieben Abgeordneten vertreten war.
Ein Höhepunkt seiner Amtszeit als Premier war der Besuch des ukrainischen Oppositionsführers Viktor Juschtschenko im Mai 2003, dem Eves zusammen mit mehreren kanadischen Ministern als einer der führenden Vertreter des ukrainischen Diaspora in Kanada vorgestellt wurde. Der Premier sicherte Juschtschenko seine Unterstützung zu.
Am 22. Oktober 2003 folgte ihm Dalton McGuinty von der Liberal Party im Amt des Premierministers nach, während er als Vorsitzender der Progressive Conservative Party of Ontario offizieller Oppositionsführer war. Gleichzeitig war er Sprecher der Opposition für intergouvernementale Angelegenheiten.
Eves trat am 28. September 2004 als Parteivorsitzender und Oppositionsführer zurück und wurde dann John Tory. Am 1. Februar 2005 verzichtete er schließlich auch freiwillig auf sein Mandat in der Legislativversammlung und zog sich aus dem politischen Leben zurück.